# إد فارمر
إد فارمر (بالإنجليزية: Ed Farmer)‏ هو لاعب كرة قاعدة أمريكي، ولد في 18 أكتوبر 1949 في إفرغرين بارك في الولايات المتحدة.

## وصلات خارجية
- إد فارمر على موقع دوري كرة القاعدة الرئيسي (الإنجليزية)
- إد فارمر على موقعبيزبول رفرنس.كوم (الدوري الرئيسي) (الإنجليزية)
- إد فارمر على موقعبيزبول رفرنس.كوم (الدوري الثانوي) (الإنجليزية)
- إد فارمر على موقع إي إس بي إن.كوم (أم.أل.بي) (الإنجليزية)
- إد فارمر على موقع مشجعي الرسوم البيانية (الإنجليزية)